# Muwaylah al-Sirwana
Mweileh Elsirwana (tiếng Ả Rập: مويلح الصوارنة) là một ngôi làng Syria nằm ở Al-Hamraa Nahiyah ở huyện Hama, Hama. Theo Cục Thống kê Trung ương Syria (CBS), Mweileh Elsirwana có dân số 700 trong cuộc điều tra dân số năm 2004.